# Kiekeboe (groepsspel)
Kiekeboe (ook wel Tien tellen in de Rimboe) is een groepsspel dat buiten gespeeld wordt met minstens drie personen. Er is één zoeker. Die roept om het spel te beginnen heel luid: 'Kiekeboe'.

## Verloop van het spel
Hij of zij bedekt dan de ogen, buigt naar voor en telt dan luidop van 20 naar 1. De andere spelers kloppen (zachtjes) op de rug van de zoeker en verstoppen zich. Als de zoeker tot 1 heeft afgeteld, mag deze de ogen openen. Hij of zij moet de andere spelers weten te vinden, maar mag maar 3 stappen zetten.
Als er niemand gezien wordt, roept de zoeker weer luid: 'Kiekeboe' en buigt weer voorover met de ogen bedekt. Er wordt nu afgeteld van 19 naar 1.
Alle verstopte spelers komen uit hun verstopplaats en rennen naar de zoeker om op de rug te kloppen. Daarna verstoppen ze zich weer.
Zo gaat het voort, maar de zoeker telt dan af van 18 naar 1, van 17 naar 1 enz, tot iedereen gevonden is. Als iemand gevonden is, moet deze bij de zoeker blijven staan.
Diegene die eerst gezien is, moet dan de nieuwe zoeker zijn. De gevonden spelers kunnen bevrijd worden door een medespeler.
Die probeert de zoeker (als er niet 'Kiekeboe' geroepen werd door de zoeker) op zijn rug te kloppen zonder zelf gezien te worden.
Dan is iedereen vrij en begint het spel opnieuw met dezelfde zoeker.